# Gluvian
Gluvian – osada w Anglii, w Kornwalii. Leży 56 km na północny wschód od miasta Penzance i 358 km na zachód od Londynu.